# 천부초등학교 현포분교
천부초등학교 현포분교는 대한민국 경상북도 울릉군에 있었던 공립 초등학교이다.

## 학교 연혁
- 1942년 5월 18일 개교
- 2024년 2월 29일 82년만에 폐교